# Corynis sanguinea
Corynis sanguinea is een vliesvleugelig insect uit de familie van de knotssprietbladwespen (Cimbicidae). De wetenschappelijke naam van de soort is voor het eerst geldig gepubliceerd in 1878 door Snellen van Vollenhoven.